# Dilophus varipes
Dilophus varipes är en tvåvingeart som beskrevs av Frederick Askew Skuse 1890. Dilophus varipes ingår i släktet Dilophus och familjen hårmyggor. Inga underarter finns listade i Catalogue of Life.